# گائتانو فایلاس
گائتانو فایلاس (انگلیسی: Gaetano Faillace; ۱۷ سپتامبر ۱۹۰۴ – ۳۱ دسامبر ۱۹۹۱) عکاس، عکاس جنگ، عکاس خبری، و روزنامه‌نگار اهل ایالات متحده آمریکا بود.
عکاس شخصی داگلاس مک‌آرتور در طول جنگ جهانی دوم و اشغال ژاپن پس از جنگ جهانی دوم بود. در طول مدت حضورش در ارتش نیروی زمینی ایالات متحده آمریکا، او بسیاری از تصاویر معروف از جمله مک آرتور در حال حرکت در ساحل در هنگام فرود در نبرد لیته، مک آرتور با امپراتور هیروهیتو و عکس روی جلد کتاب مک‌آرتور با عنوان «خاطراتی از ژنرال ارتش داگلاس مک‌آرتور» را با دوربین خود ثبت کرد.